# Generická substituce
Generická substituce je záměna léčivého přípravku za jiný léčivý přípravek se stejnou účinnou látkou, se stejnou cestou podání a ve stejné lékové formě.

## Generická substituce v českém právním řádu
Možnost provádět generickou substituci při výdeji léčivého přípravku v lékárně přinesl zákon č. 378/2007 Sb. Viz § 83 tohoto zákona:

1. Provozovatel oprávněný vydávat léčivé přípravky vydá lékařem předepsaný léčivý přípravek nebo vyžádaný léčivý přípravek, jehož výdej není vázán na lékařský předpis; při výdeji léčivých přípravků v lékárně je povinen postupovat v souladu se stanovenou klasifikací léčivého přípravku pro výdej podle § 39. Je-li léčivý přípravek zařazen do kategorie výdeje i bez lékařského předpisu a pacient takový výdej požaduje, provozovatel lékárny nesmí podmiňovat vydání léčivého přípravku pacientovi předložením lékařského předpisu bez předchozího vyhodnocení toho, zda v tomto případě jsou tato omezení dodržena.
2. Vyznačí-li předepisující lékař na lékařském předpisu, že trvá na vydání předepsaného léčivého přípravku, může provozovatel oprávněný vydávat léčivé přípravky podle § 83 odst. 2 vydat pouze předepsaný léčivý přípravek. V ostatních případech informuje pacienta o možných alternativách k vydávanému léčivému přípravku a s jeho souhlasem je oprávněn zaměnit předepsaný léčivý přípravek za jiný léčivý přípravek, který je shodný z hlediska jeho účinnosti a bezpečnosti, obsahuje stejnou léčivou látku se stejnou cestou podání a stejnou lékovou formou. Záměnu léčivého přípravku pro účely jeho úhrady může stanovit zákon upravující veřejné zdravotní pojištění. Prováděcí právní předpis stanoví způsob výdeje a vyznačení možnosti záměny léčivého přípravku na lékařském předpisu.

## Podmínky
Protože účinnost a bezpečnost léčivého přípravku posoudil již Státní ústav pro kontrolu léčiv v rámci procesu registrace generického přípravku, v praxi je téměř vždy možné nahradit předepsaný lék některým jeho generickým substitutem. Aby mohlo k záměně dojít, je nutný souhlas pacienta. V případě rozdílné síly léků lékárník upraví dávkování tak, aby odpovídalo dávkování, které předepsal lékař.

## Úskalí generické substituce
Ačkoliv je generická substituce z lékařského hlediska většinou považována za bezpečnou, přesto přináší problémy. Největším problémem je patrně tzv. double dosing, kdy pacienti užívají současně starý i nový lék, protože nepoznají, že jde o ekvivalentní léky. Problémem může být i psychická závislost na barvě tabletky (pacient je zvyklý na růžovou a najednou má užívat modrou). I když jsou originální a generická léčiva shodná, co se týče účinné látky, mohou se lišit pomocnými látkami, jež mohou způsobovat problémy lidem, kteří jsou na některé látky alergičtí. V praxi k tomu ovšem dochází patrně velmi zřídka.
Při zavádění generické substituce někteří odborníci varovali před tím, že generická léčiva mohou mít jinou účinnost. Jde o to, že ke schválení generického léčiva stačí předložit tzv. bioekvivalenční studii, která dokazuje, že z daného generického léčiva se do těla dostane stejné množství účinné látky jako z léčiva originálního. Přesněji to nemusí být úplně stejné množství, ale toto množství musí být v rozmezí 80 – 125 % hodnoty originálního přípravku. Teoreticky je tedy možné, že pacient např. užívá léčivo s hodnotou na spodní hranici a v lékárně dostane léčivo s hodnotou na horní hranici, což by znamenalo, že náhle začne být léčen podstatně vyšším množstvím (o více než 50 %) účinné látky.
Z tohoto důvodu někteří odborníci nedoporučují generickou substituci u léků s úzkým terapeutickým oknem (tj. tam, kde musí pacient dostat téměř přesně stanovenou dávku účinné látky), např. u antiepileptik a antiarytmik. Důkazy o tom, že by toto byl v praxi problém, ovšem chybějí a tak tento problém zůstává spíše v teoretické rovině.
Občas se objeví fáma o neúčinnosti generických léčiv, která je patrně výsledkem nepříliš logické úvahy „levné léky = neúčinné léky“. Zde se hodí ocitovat z odpovědi Státního ústavu pro kontrolu léčiv na dotaz ohledně účinnosti generických léčiv ze dne 25. října 2013:
Žádná hlášení o neúčinnosti generického léku oproti originálu nemáme. Generika jsou registrována na základě předložené bioekvivalenční studie. Kdyby výsledky předložené studie naznačovaly, že by předmětné generikum mohlo být méně účinné než příslušný originální léčivý přípravek, nikdy by tato studie nebyla schválena a dané generikum by tak nebylo zaregistrováno.